# Xã Conewango, Quận Warren, Pennsylvania
Xã Conewango (tiếng Anh: Conewango Township) là một xã thuộc quận Warren, tiểu bang Pennsylvania, Hoa Kỳ. Năm 2010, dân số của xã này là 3.594 người.